# NGC 7801
NGC 7801 é um asterismo na direção da constelação de Cassiopeia. O objeto foi descoberto pelo astrônomo John Herschel em 1829, usando um telescópio refletor com abertura de 18,6 polegadas. 